# Инголь (Красноярский край)
Инголь — посёлок в Шарыповском районе Красноярского края России. Входит в состав Ивановского сельсовета.

## География
Посёлок расположен в 40 км к западу от районного центра Шарыпово.

## История
Станционный поселок Инголь возник на железнодорожной ветке Шушь-Кия-Шалтырь. В 1965 году были сданы первые жилые дома, здание вокзала. После 1970 года строительство посёлка было завершено. Первый поезд привез пассажиров на станцию Инголь в 1969 году, а в канун его, 26 декабря 1968 года была организована Ингольская дистанция пути – ПЧ-33.

## Население
| 2010 |
| ---- |
| 500  |

Гендерный состав
По данным Всероссийской переписи населения 2010 года 224 мужчины и 276 женщин из 500 чел.